# Aarati Kanekar
Aarati Kanekar (1972) è un architetto indiana.

## Biografia

### Studi e carriera
Aarati Kanekar nel 1989 ha conseguito il diploma di Architecture presso il Center for Environmental Planning and Technology ad Ahmedabad in India, nel 1992 si è laureata presso il Massachusetts Institute of Technology ed ha conseguito il Ph.D. presso il Georgia Institute of Technology ad Atlanta, attualmente insegna teoria e composizione architettonica presso l'Università di Cincinnati. La sua ricerca si concentra sui temi della formulazione del progetto, in particolare della rappresentazione e della costruzione spaziale del significato e sulla morfologia dell'architettura. Queste ricerche si riflettono nelle sue pubblicazioni su argomenti che vanno dalle questioni di rappresentazione e di progettazione di Lebbeus Woods, al Danteum di Giuseppe Terragni e traduzioni della Divina Commedia attraverso i media, o ancora alla spazialità nei romanzi di Italo Calvino e il game design.
La Kanekar ha lavorato presso lo studio dell'architetto Balkrishna Vithaldas Doshi in India su grandi progetti istituzionali e successivamente ha collaborato presso The National Institute of Design (NID) di Ahmedabad su progetti di conservazione e sviluppo turistico nel sud dell'India. Ha anche lavorato a progetti di ricostruzione e conservazione postbellica a Mostar in Bosnia ed Erzegovina.

## Opere

### Articoli
I suoi scritti sono pubblicati su varie riviste fra cui:The Journal of Architecture, Perspecta, Philosophica, Domus.
- Between Drawing and Building, The Journal of Architecture, volume 15, issue 6 December 2010 (RIBA & Routledge) pp. 771–794.
- From Building to Poem and Back: The Danteum as a Study in the Projection of Meaning Across Symbolic Forms in The Journal of Architecture, volume 10, issue 2 April 2005 (RIBA & Routledge) pp. 135–159.
- Diagram and Metaphor in Design: The Divine Comedy as a Spatial Model, in Special Issue of the Journal PHILOSOPHICA 2002:
- Diagrams and the Anthropology of Space, edited by Kenneth J. Knoespel, volume 69 (1) 2002 Vakgroep Wijsbegeerte en Moraalwetenschap (Ghent University, Belgium) pp. 37–58.
- Metaphor in Morphic Language. Proceedings of the 3rd International Space Syntax Symposium, Atlanta, 2001. pp. 22.1-22.16.
- Shaping of Settlements: Temporal Events and Spatial Form in South Indian Temple Cities. Proceedings of the ACSA International Conference 2000, Hong Kong. pp. 293–299.

### Libri e pubblicazioni
- Architecture’s Pre-texts: Spaces of Translation, Routledge, Londra, 2015 ISBN 9781315749723
- Fictional sites of architecture/architectural sites of fiction, in Sophia Psarra, The Production Sites of Architecture, Routledge, 2019, eBook ISBN 9780203712702